# Sergio Jacobo Gutiérrez
Sergio Jacobo Gutiérrez (Navolato, Sinaloa, 15 de junio de 1965 - Sinaloa, 23 de febrero de 2022) es un político mexicano, miembro del Partido Revolucionario Institucional, Licenciado en Ciencias Políticas, egresado de la Universidad Autónoma de Sinaloa. Desempeñó su cargo como Diputado local y líder del Grupo Parlamentario del PRI en la 63 Legislatura del H. Congreso del Estado de Sinaloa. Y es también Presidente de Fundación Colosio del Comité Directivo Estatal del PRI en el estado.
Profesor de Teoría Política en la Facultad de Estudios Internacionales y Políticas Públicas de la Universidad Autónoma de Sinaloa (UAS). Autor de libros : Elementos de Ciencia Política (1990), Transición democrática y gobernabilidad (1998), Nuevo PRI: un modelo para armar (2013), Teoría de la Política. Viejos problemas, nuevos enfoques (2016), Política Comparada (2017). Así como coautor de Democracia y Elecciones en Sinaloa (1992) y Sinaloa en la transición (1997).
Falleció el 23 de febrero de 2022 de un paro cardiaco.

## Comisiones
- Integrante con voz y voto de la Junta de Coordinación Política
- Secretario de la Comisión de Transparencia, Anticorrupción y Participación Ciudadana
- Vocal de la Comisión de Biblioteca, Cultura Parlamentaria y Asuntos Editoriales
- Vocal de la Comisión Instructora

## Biografía
Nació en Navolato, Sinaloa, el 15 de junio de 1965.

## Trayectoria
- Licenciado en Ciencias Políticas con especialidad en Política y Gestión Educativa y Maestría en Ciencia Política. Actualmente es profesor e investigador de Tiempo completo en la Facultad de Estudios Internacionales y Políticas Públicas de la Universidad Autónoma de Sinaloa.
- Ha desempeñado cargos públicos como Secretario Particular del actual Gobernador Constitucional del Estado de Sinaloa, Subsecretario de Planeación Educativa de la Secretaría de Educación Pública y Cultura, director general del Instituto Sinaloense de Cultura y Gerente General de la Junta Municipal de Agua Potable y Alcantarillado de Navolato.
- Es autor de los libros Elementos de Ciencia Política, Transición de Democrática y Gobernabilidad, Nuevo PRI: Un Modelo para Armar, y Teoría de la Política. Viejos Problemas, Nuevos Enfoques. Asimismo, es coautor de Sinaloa en los Noventa, Democracia y Elecciones en Sinaloa, Orígenes y Perspectivas del Parlamento en Sinaloa, y Sinaloa en la Transición.
- Actualmente es Presidente de la Fundación Colosio Sinaloa, fue Secretario de Cultura del Comité Directivo Estatal en Sinaloa y Consejero Político Municipal y Estatal del PRI.
- A partir del 1 de octubre de 2018, fue Diputado de la LXIII Legislatura por Representación Proporcional por el Partido Revolucionario Institucional, culminando su período el 1 de octubre de 2021.